# 샌안토니오 이구아나스
| 샌안토니오 이구아나스   |                                                             |
| 콘퍼런스                | -                                                           |
| 디비전                  | 웨스턴 디비전 (1996년~1997년) 웨스턴 디비전 (1998년~2002년) |
| 설립연도                | 1994년                                                      |
| 해체연도                | 2002년                                                      |
| 역사                    | 샌안토니오 이구아나스 (1994년~1997년) (1998년~2002년)       |
| 경기장                  | 프리먼 콜리시엄                                             |
| 연고지                  | 텍사스주 샌안토니오                                         |
| 상징색                  | 오렌지, 보라                                                |
| 정규시즌 우승           | -                                                           |
| 콘퍼런스 우승           | -                                                           |
| 디비전 우승             | -                                                           |
| 레이 미론 프레지던트 컵 | -                                                           |
| 영구 결번               | -                                                           |

샌안토니오 이구아나스(San Antonio Iguanas)는 미국 텍사스주 샌안토니오를 연고지로 하는 1994년부터 1997년까지, 1998년부터 2002년까지 CHL 소속 아이스 하키팀이 있었다.

## 역대 홈경기장
| 경기장                | 사용기간                    | 수용인원 | 장소                | 비고 |
| --------------------- | --------------------------- | -------- | ------------------- | ---- |
| 샌안토니오 이구아나스 |                             |          |                     |      |
| 프리먼 콜리시엄       | 1994년~1997년 1998년~2002년 | 9,800명  | 텍사스주 샌안토니오 | 빈칸 |